# Налим-Ю
Налим-Ю — река в России, протекает в Республике Коми. Левый приток реки Юръяха.

## География
Река Налим-Ю вытекает из озера Налим-Ты, расположенного у границы Республики Коми и Ненецкого автономного округа. Течёт на юго-восток. Устье реки находится в 82 км по левому берегу реки Юръяха. Длина реки составляет 94 км, площадь водосборного бассейна 833 км².

## Притоки
- 30 км: Чечиръёль
- 54 км: Нитшавож
- 63 км: Пашшор
- 76 км: Турунвож
- 78 км: река без названия

## Данные водного реестра
По данным государственного водного реестра России относится к Двинско-Печорскому бассейновому округу, водохозяйственный участок реки — Печора от впадения реки Уса до водомерного поста Усть-Цильма, речной подбассейн реки — бассейны притоков Печоры ниже впадения Усы. Речной бассейн реки — Печора.
Код объекта в государственном водном реестре — 03050300112103000073980.